# Trận Chmielnik
Trận Chmielnik xảy ra vào ngày 18 tháng 3 năm 1241 khi người Mông Cổ xâm lược Ba Lan. Trận này kết thúc với sự thất bại của quân đội Ba Lan tại các tỉnh Sandomierz và Kraków. Việc tiến quân của người Mông Cổ đã không bị cản trở, và họ cướp bóc thành phố Kraków bỏ hoang.

## Trận chiến
Chi tiết về các trận chiến được ghi lại trong biên niên sử của Jan Długosz. Năm 1241, Chmielnik là một ngôi làng (Chmielnik chỉ trở thành một thành phố vào giữa thế kỷ 16).
Quân Ba Lan được chỉ huy bởi Włodzimierz từ Kraków, và Pakosław từ Sandomierz, và đại diện cho hầu hết các hiệp sĩ Ba Lan từ hai tỉnh (tỉnh Kraków, cũng gọi là tỉnh Seniorate, và tỉnh Sandomierz) của Ba Lan bị phân mảnh. Quân Mông Cổ do Bối Đạt Nhi chỉ huy. Công tước của Kraków, Bolesław V Chaste, rút lui trước trận chiến và đã không tham gia. Sự bỏ cuộc của Bolesław đã làm nhụt chí quân đội, và khiến nhiều người khác cũng rút chạy, làm suy yếu lực lượng ban đầu của Włodzimierz và Pakosław.
Trong khi các lực lượng Ba Lan có lợi thế trong giai đoạn đầu của cuộc chiến, quân Mông Cổ giả vờ rút lui. Khi quân Ba Lan bắt đầu truy đuổi, họ đã bị quân tiếp viện của Mông Cổ đánh bại. Tổn thất của quân Ba Lan rất nặng nề (Norman Davies viết: "Tại Chmielnik, quý tộc Malopolska chỉ còn một người sống sót"); Włodzimierz và Pakosław bị giết chết.

## Hậu quả
Với sự thất bại của quân đội Ba Lan, sự hoảng loạn lây lan qua các vùng đất Ba Lan gần đó. Kraków, một trong những thành phố lớn nhất và thịnh vượng nhất của Ba Lan, bị bỏ hoang khi người dân chạy trốn, và người Mông Cổ đã dành thời gian cướp bóc nó và các khu vực lân cận (có nhiều ghi chép khác nhau về ngày quân Mông Cổ tiến vào thành phố, nhưng nhiều khả năng họ đã đốt cháy thành phố ngày 24 tháng 3).
Ở thành phố Chmielnik ngày nay, có một tượng đài về trận đánh này.